# Чайка чорнокрила
Чайка чорнокрила (Vanellus melanopterus) — вид птахів родини сивкових (Charadriidae).

## Поширення
Вид поширений в Східній Африці. Підвид V. m. melanopterus (Cretschmar , 1829) мешкає в горах Ефіопії та північній і центральній Кенії, тоді як підвид V. m. minor (Zedlitz, 1908) трапляється в чагарниках вздовж східного узбережжя ПАР. Його природне місце існування — вологі короткотравні луки на підвищених ділянках.

## Опис
Птах завдовжки від 26 до 28 см і вагою від 150 до 214 г. Він дуже схожий на чайку малу (Vanellus lugubris), але більший, має коротші і міцніші ноги, більше білого на лобі, що досягає майже очей, червонувате кільце в оці, червоні ноги та ширшу чорну смугу на підгрудді. Верх переливається від бронзового до фіолетового, а не сірого. Нижня сторона біла. У польоті можна побачити діагональну білу смугу на верхній стороні крила, другорядні мають чорний задній край. Статі майже не відрізняються, у самки вужча смуга на грудях і менше білого на лобі.